# شعيب أبو نفيلة
أبو نفيلة هو شُعيب (وادي صغير) من أهم وديان البادية الجنوبية العراقية، في غرب مدينة السلمان بقضاء السلمان في محافظة المثنى في صحراء الحجرة من البادية العراقية بجنوب العراق.